# Mölledammen (Öveds socken, Skåne)
Mölledammen är en sjö i Sjöbo kommun i Skåne och ingår i Kävlingeåns huvudavrinningsområde.